# مقاطعة المنتجات الصينية
مقاطعة المنتجات الصينية هي حملات تدعو إلى مقاطعة المنتجات المصنوعة في الصين. وتشمل أسباب المقاطعة الجودة المنخفضة للمنتجات وقضايا حقوق الإنسان والصراعات الإقليمية التي تشمل الصين ودعم الحركات الانفصالية داخل الصين والاعتراض على مسائل أكثر تحديدًا تتعلق بالصين بما في ذلك سوء إدارة الحكومة المزعوم لوباء جائحة فيروس كورونا.
كانت هناك دعوات لمقاطعة البضائع المصنوعة في الصين في دول مثل الهند والفلبين وفيتنام وكذلك الحركات الانفصالية في الصين نفسها. وتعتبر المقاطعة الكاملة للمنتجات المصنوعة في الصين أمرًا صعب التحقيق، حيث تقوم الدولة بتصنيع عدد كبير من السلع التي يتم بيعها واستخدامها على نطاق واسع في جميع أنحاء العالم، كما تمتلك حصصًا في العديد من الشركات غير الصينية.